# Вирощування кристалів
Вирощування кристалів — природний або штучний процес зародження і росту кристалів.

## Загальна характеристика
Кристал — це твердий матеріал, складові атоми, молекули чи йони якого розташовані у впорядкованому повторюваному візерунку, що поширюється в усіх трьох просторових вимірах. Ріст кристалів є основною стадією процесу кристалізації, яка складається з додавання нових атомів, йонів або полімерних ниток до характерної структури кристалічної гратки.. Зростання зазвичай відбувається після початкової стадії або гомогенного, або гетерогенного (поверхнево-каталізованого) зародження, якщо тільки «затравковий» кристал, навмисно доданий для початку росту, вже присутній.
Дія росту кристалів дає кристалічну тверду речовину, атоми або молекули якої щільно упаковані з фіксованим положенням у просторі відносно один одного. Кристалічний стан речовини характеризується чіткою структурною жорсткістю та дуже високою стійкістю до деформації (тобто зміни форми та/або об'єму). Більшість кристалічних твердих тіл мають високі значення як модуля Юнга, так і модуля пружності зсуву. Це контрастує з більшістю рідин, які мають низький модуль зсуву та зазвичай виявляють здатність до макроскопічної в'язкої течії.

## Стадія росту
Після успішного утворення стабільного ядра настає стадія росту, на якій вільні частинки (атоми або молекули) адсорбуються на ядрі та поширюють його кристалічну структуру назовні від місця зародження. Цей процес значно швидший, ніж зародження. Причина такого швидкого зростання полягає в тому, що справжні кристали містять дислокації та інші дефекти, які діють як каталізатор додавання частинок до існуючої кристалічної структури. Навпаки, ідеальні кристали (без дефектів) будуть рости надзвичайно повільно. З іншого боку, домішки можуть діяти як інгібітори росту кристалів, а також можуть змінювати структуру кристалів.